# Alacurt menut
L'alacurt menut (Brachypteryx leucophris) és una espècie d'ocell de la família dels muscicàpids (Muscicapidae). Es troba al sud-est asiàtic, Sumatra, Java i les illes de la Sonda. El seu hàbitat natural són els boscos tropicals i subtropicals de frondoses humits de l'estatge montà. El seu estat de conservació és de risc mínim.